# Santa Ana Huista
Santa Ana Huista é uma cidade da Guatemala do departamento de Huehuetenango.